# Robert von Benz

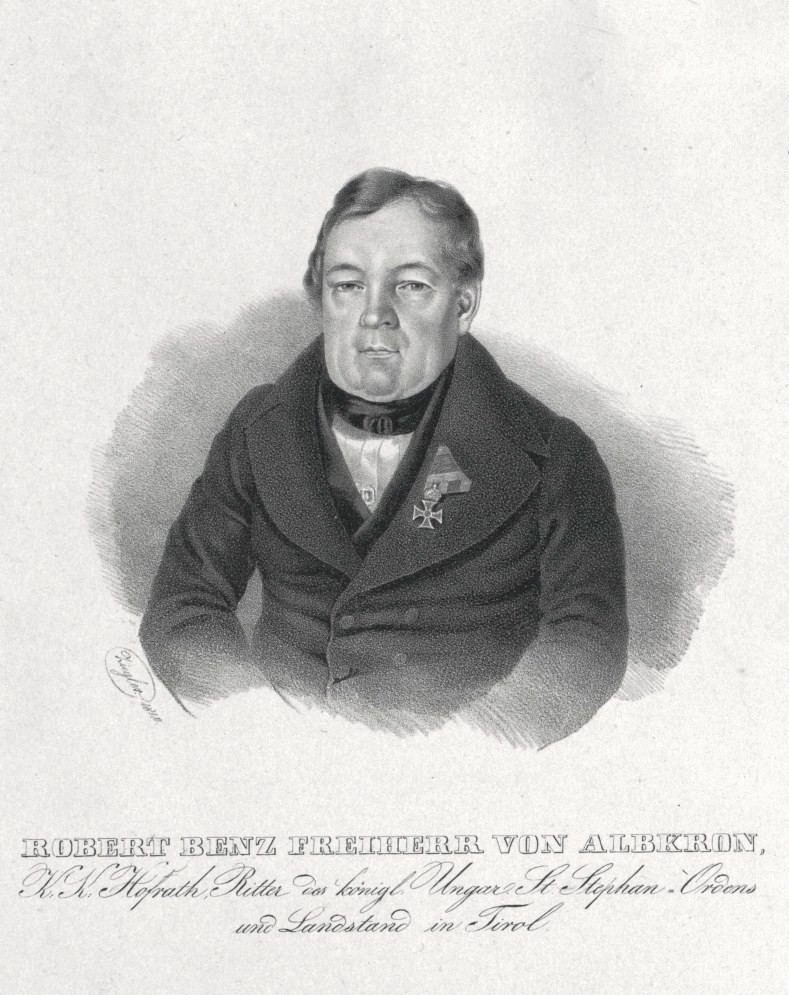
Robert Benz von Albkron

Robert Benz (seit 1830 Benz Ritter von Albkron oder kurz von Benz; seit 1838 Benz Freiherr von Albkron; * 20. Februar 1780 in Elchingen; † 6. Mai 1849) war ein bayerisch-österreichischer Jurist, Beamter, Landmann und Gouverneursverweser von Tirol. 

## Leben

### Herkunft  und Ausbildung
Robert Benz wurde als Sohn des Leiters einer Bierbrauerei der Reichsabtei Elchingen geboren, der lokal als einer der wohlhabendsten Einwohner galt. Nach Besuch der Klosterschule in Elchingen studierte Benz in Wien Philosophie, Recht und Politische Wissenschaften und absolvierte nach Abschluss der Studien ein Praktikum am Reichshofrat in Wien.

### Berufliches Wirken
1804 wurde er Akzessist bei der königlich-bayerischen Landesdirektion in München. Nach dem Frieden von Pressburg von 1805 kam Tirol an Bayern und 1807 wurde Robert von Benz kurbayerischer Gubernialrat in Innsbruck. Aufgrund seiner Verdienste wurde er bis zum 24. Juni 1809 provisorischer Generalkommissär des Innkreises, dann musste er Tirol verlassen. Nachdem Tirol 1814 wieder Teil der Habsburger Monarchie geworden war, wurde er Kreishauptmann von Imst, war aber auch vertretungsweise im Gubernium für die Landesübernahme beschäftigt. Am 25. April 1821 wurde er von Kaiser Franz I. zum Hofrat beim Tiroler Gubernium ernannt. 
Wegen verschiedener Differenzen mit Graf Karl Chotek wurde er 1824 nach Linz versetzt, hatte aber auch hier Differenzen mit dem Landeshauptmann Alois Graf von Ugarte, von dem er als bedenklicher Demokrat bezeichnet wurde. So kam er 1828 wieder nach Tirol zurück. Am 7. Januar 1830 wurde er für seine Verdienste von Kaiser Franz mit dem Prädikat von Albkron in den österreichischen Ritterstand erhoben. Der Prädikatsname wurde gewählt, da das Heimatdorf Elchingen in der Schwäbischen Alb liegt. 1835 wurde Benz von Albkron in die tirolische Adelsmatrikel aufgenommen.
Nach dem Weggang von Friedrich Graf von Wilczek als Landeshauptmann wurden Benz 1837 zum Landespräsidiumsverweser und Landeshauptmannstellvertreter ernannt und leitete bis 1841 das Gubernium. Als Landeshauptmannstellvertreter hatte Benz auch den Vorsitz im Landtag inne. 1838 empfing er von seinem Kaiser das Ritterkreuz des Königlich-Ungarischen Sankt Stephans-Orden, und mithin wurde er in den österreichischen Freiherrenstand erhoben. Da er nicht der Hocharistokratie angehörte, konnte er nicht zum Gouverneur aufrücken und auch nicht Landeshauptmann werden. 
Als Clemens Graf von Brandis 1848 aufgrund der revolutionären Entwicklung zurücktrat, musste von Benz erneut die Geschäfte eines Gouverneurs vertretungsweise übernehmen. Allerdings leitete diesmal von Benz nicht den Landtag, denn dieser tagte unter dem Vorsitz von Graf Leopold von Wolkenstein. 
Am 19. Februar 1849 wurde Freiherr Benz von Albkron in den Ruhestand versetzt und legte sein Amt in die Hände des neu ernannten Gouverneurs Cajetan Graf von Bissingen. Benz von Albkron starb am 6. Mai 1849 in Folge eines zweiten Schlaganfalls.

### Familie
Robert Benz hatte schon um 1804 während der Zeit seines Praktikums am Reichshofrat die Tochter Dorothea seines dortigen Vorgesetzten, des aus Wetzlar gebürtigen Reichshofrats, zuletzt k.k. Wirklichen Hofrats Johann Balthasar von Ockel (1756–1834) kennen gelernt und späterhin geheiratet. Als Freiherr Benz starb, hatte er mit ihr 41 Jahre in einer mit Kindern gesegneten Ehe gelebt.
Ein Sohn war der in Innsbruck geborene Ernst Johann Benz Freiherr von Albkron (1825–1870), k.k. Ministerialkonzipist am Ministerium für Kultus und Unterricht, der aus seiner Ehe mit Pauline von Hammerer (1831–1905) einen Sohn hinterließ, der den Namen des Großvaters erhielt: Robert Benz Freiherr von Albkron (1863–1921). Dieser wurde k.k. Bezirkshauptmann in Kärnten sowie ein verdienstvoller Erforscher der Botanik Kärntens und hatte aus seiner Ehe mit Maria Freiin Salvadori Zanatta von Wiesenhof (1869–1962) die Tochter Alexandra (1896–1969).